# Камондо (династия)
Камондо (итал. Camondo) — династия еврейских финансистов, давшая ряд выдающихся благотворителей и коллекционеров предметов искусства.

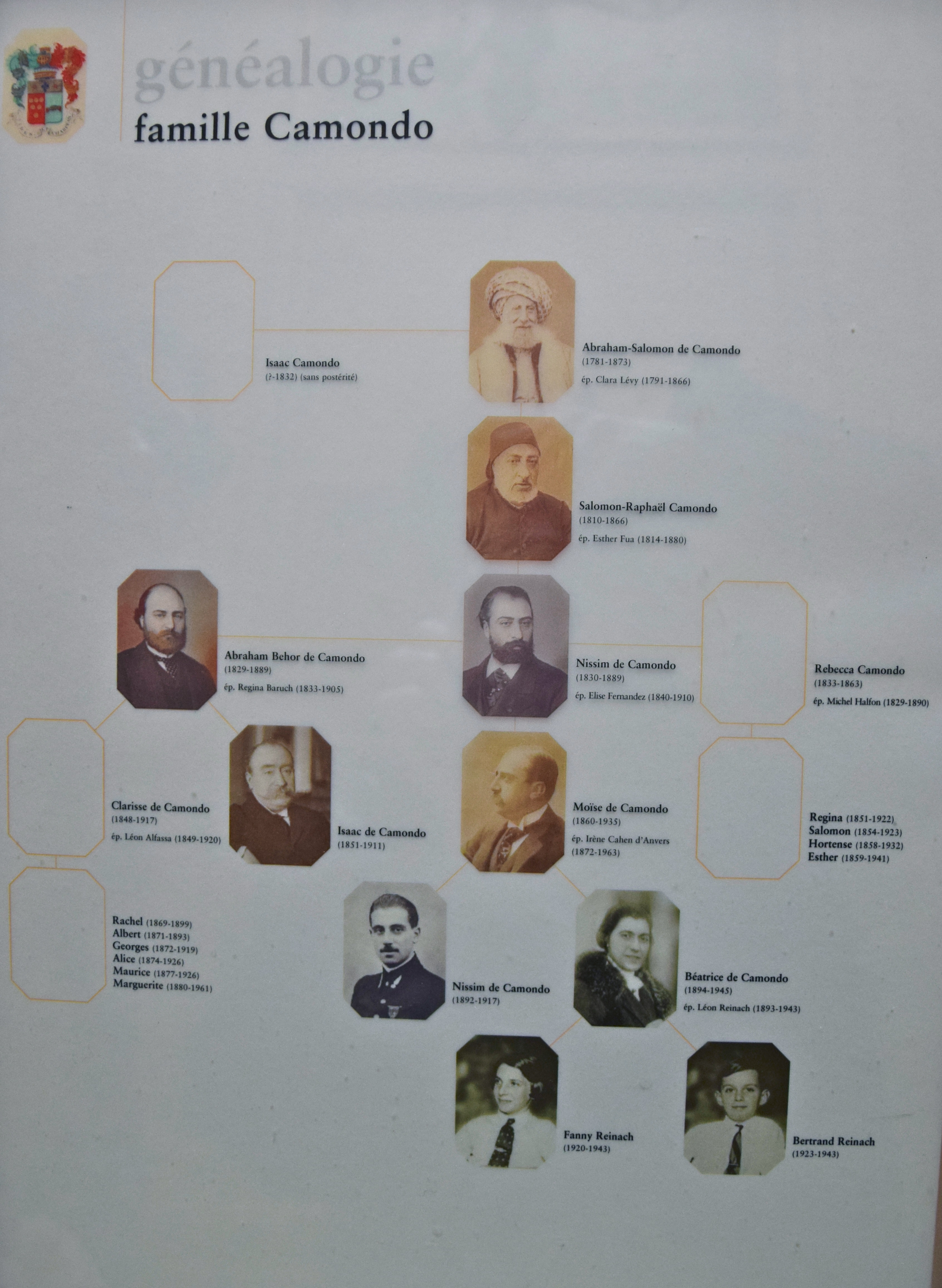
Генеалогическое древо династии

Происхождение своё Камондо ведут от сефардов, переселившихся в XVI веке в Венецию, где несколько членов семьи выдвинулись в качестве учёных и педагогов. Из Венеции Камондо в конце XVIII века перебрались в Константинополь.
В 1802 году Исаак Камондо основал там банк, а позже привлёк к банковскому делу своего брата Абрахама-Соломона. Братья наладили связи с финансистами Вены, Лондона и Парижа. Дело расширялось, и вскоре Абрахам-Соломон привлёк в него своих внуков — Абрахама-Бехора и Ниссима.

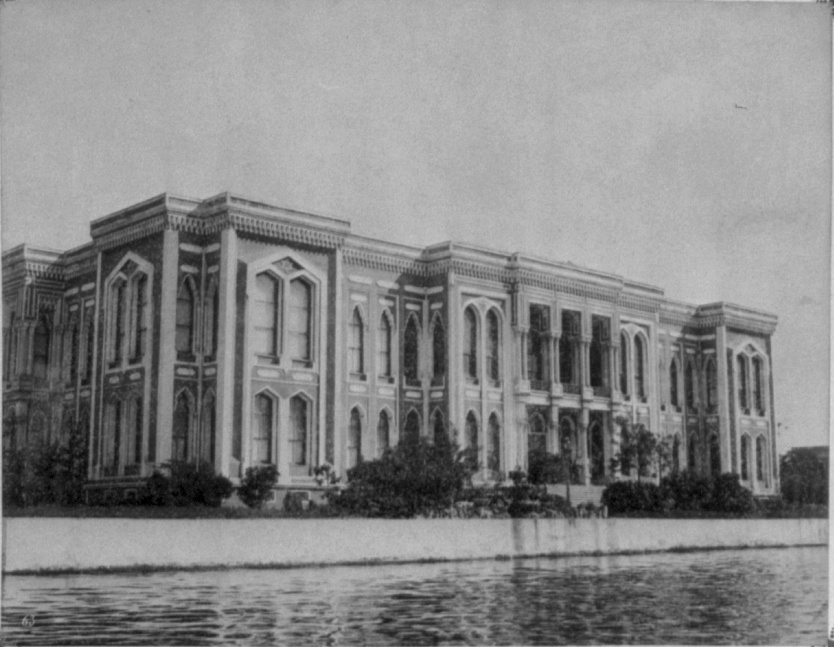
Особняк Камондо на берегу бухты Золотой Рог. В настоящее время принадлежит ВМС Турции

Камондо финансировали строительство школ и больницы в Галате. В 1865 году Камондо получили итальянское гражданство в благодарность за помощь в борьбе за воссоединение Италии. В 1867 году итальянский король Виктор Эммануил II присвоил Абрахаму-Соломону наследственный титул графа, а в 1870 году такой же титул получил и Ниссим Камондо.
В 1869 году Камондо перебрались в Париж, где рядом с парком Монсо для них был построен особняк. Вскоре сын Абрахама-Бехора, Исаак де Камондо (1851—1911), начал коллекционировать произведения искусства.
Двоюродный брат Исаака, Моисей де Камондо (1860—1935), увлекался автоспортом и в 1901 году участвовал в автогонках Париж — Берлин. Он также был большим знатоком и коллекционером произведений французского декоративного искусства XVIII века. После смерти Исаака Моисей стал главой семейного бизнеса.
Сын Моисея Ниссим (1892—1917) также готовился стать банкиром, но после начала Первой мировой войны он был мобилизован и стал французским военным лётчиком. 5 сентября 1917 года он погиб в воздушном бою.
В 1924 году Моисей де Камондо завещал свой особняк и коллекцию произведений искусства французскому народу, «чтобы увековечить память моего отца графа Ниссима де Камондо и моего сына, пилота и офицера Ниссима де Камондо, погибшего в бою».
В соответствии с этим завещанием после смерти Моисея де Камондо в 1936 году был открыт музей Ниссим-де-Камондо.
Дочь Моисея де Камондо Беатрис Рейнах, её муж Леон Рейнах, который был сыном известного учёного Теодора Рейнаха, и их дети, 22-летняя Фанни и 19-летний Бертран, погибли во время Холокоста.